# Eduard von Schlegel
Eduard Adolf Georg Heinrich von Schlegel, auch Schlegell, (* 24. August 1793 in Zeitz; † 23. Dezember 1869 in Erfurt) war ein preußischer General der Infanterie.

## Leben

### Herkunft
Eduard war der Sohn des kursächsischen Premierleutnants im Infanterieregiment „Kurfürstin“ Heinrich von Schlegel und dessen Ehefrau Auguste Emilie Eleonore Katharina, geborene von Troyff.

### Militärkarriere
Schlegel besuchte die Ritterakademie in Dresden und trat am 16. April 1809 als Fähnrich in das Infanterieregiment „König“ der Sächsischen Armee ein. Während des Fünften Koalitionskriegs gegen Österreich wurde er in der Schlacht bei Wagram verwundet und nahm nach seiner Gesundung am Gefecht bei Linz teil. Anfang 1. April 1810 avancierte Schlegel zum Sekondeleutnant. Im Russlandfeldzug wurde er 1812 im Gefecht bei Biala verwundet. Schlegel kämpfte dann in den Gefechten bei Leczna, Wolkowist und Kalisch. Nach seiner Rückkehr kam er am 3. Oktober 1813 als Premierleutnant in das Grenadierregiment. Während der Befreiungskriege kämpfte er zunächst an der Seite Frankreichs bei Wittstock, Großbeeren und Dennewitz sowie der Belagerung von Torgau. Nachdem Sachsen auf die Seite der Alliierten gewechselt war, kämpfte Schlegel ab 1814 gegen Frankreich in den Gefechten bei Condé, Oudenaarde, Courlray und Maubeuge.
Am 4. Mai 1815 trat Schlegel in preußische Dienst über und wurde als Premierleutnant im 27. Infanterie-Regiment angestellt. Als Führer der 12. Kompanie nahm er an der Schlacht bei Ligny teil, wurde zwei Mal verwundet und mit dem Eisernen Kreuz II. Klasse ausgezeichnet. Nach Kriegsende stieg er bis Mitte Mai 1817 zum Kapitän und Kompaniechef auf. Am 18. März 1824 wurde er dem 13. Infanterie-Regiment aggregiert und dem VII. Armee-Korps zur Dienstleistung als Adjutant überwiesen. Vom 13. November 1829 bis zum 29. März 1833 war er dann Kompaniechef im 24. Infanterie-Regiment. Anschließend kam Schlegel als Major und Kommandeur des II. Bataillons in das 12. Landwehr-Regiment. Am 30. März 1836 folgte seine Rückversetzung in das 24. Infanterie-Regiment, wo er am 22. März 1843 zum Oberstleutnant befördert und Ende September 1843 mit dem Sankt-Stanislaus-Orden II. Klasse ausgezeichnet wurde. Unter Beförderung zum Oberst beauftragte man ihn am 31. März 1846 zunächst mit der Führung des 15. Infanterie-Regiments und ernannte Schlegel am 5. Oktober 1846 zum Regimentskommandeur.
Im Jahr 1849 nahm er an der Niederschlagung der Badischen Revolution teil, war ab dem 21. Juli 1849 Kommandeur der 10. Infanterie-Brigade und wurde nach dem Ende der Revolution mit dem Roten Adlerorden II. Klasse mit Eichenlaub und Schwertern ausgezeichnet. Am 22. September 1851 wurde Schlegel Generalmajor und Kommandant von Magdeburg. Bei seinem Fortgang aus Magdeburg erhielt er die Ehrenbürgerschaft. Daran schloss sich am 6. April 1854 seine Ernennung zum Kommandeur der 8. Division in Erfurt sowie am 13. Juli 1854 die Beförderung zum Generalleutnant an. Im Auftrag des Deutschen Bundes war Schlegel im Sommer 1858 zur Besichtigung der Kontingente von Sachsen-Weimar, Anhalt, Hessen-Homburg, Schaumburg-Lippe, Lippe und Waldeck kommandiert. Während der Abwesenheit des Kommandierenden Generals Karl Anton von Hohenzollern war Schlegel ab dem 22. November 1858 mit der Führung des VII. Armee-Korps beauftragt. Für die Dauer dieses Verhältnisses erhielt er eine jährliche Dienstzulage von 5000 Talern und außerdem wurde ihm eine Wohnung im Schloss Münster zugewiesen. Zur Feier seines 50-jährigen Dienstjubiläums würdigte ihn König Friedrich Wilhelm IV. am 12. April 1859 durch die Verleihung des Roten Adlerordens I. Klasse mit Eichenlaub und mit Schwertern am Ringe in Brillanten. In Anerkennung seiner Verdienste erhielt Schlegel zu seinem Abschied am 20. Januar 1860 den Charakter als General der Infanterie. Er starb am 23. Dezember 1869 in Erfurt.

### Familie
Schlegel heiratete am 6. September 1824 in Münster Henriette Ludowike Adolfine von Horn (* 1803), eine Tochter des Generalleutnants von Horn. Aus der Ehe, die am 27. September 1832 geschieden wurde, ging der Sohn Georg August Hugo Wolf (1827–1870) hervor, der als Major des Leib-Grenadier-Regiments an den Wunden seiner Verwundung in der Schlacht bei Mars-la-Tour verstarb.
Am 21. April 1833 heiratete er in Prenzlau Friederike Ottilie Wilhelmine von der Lehe (1806–1885). Deren Tochter Clara (1842–1874) heiratete 1861 den Freiherren Louis Quadt und Hüchtenbruck (1825–1871) ein Sohn des Generalleutnants Ludwig von Quadt von Hüchtenbruck.